# Uberaba
Uberaba este un oraș în Minas Gerais (MG), Brazilia.